# Большая Емаша
Большая Емаша — река в Каракулинском районе Удмуртии. Впадает в Нижнекамское водохранилище.
Длина реки составляет 12 км. Протекает по слабозаселённой местности на юго-востоке республики. Исток на Сарапульской возвышенности в 3 км к юго-востоку от деревни Мадык (расположена на смежной территории Татарстана).
Течёт на юго-восток по узкой долине, огибая холмы, и впадает в староречье Воложка у правого берега Нижнекамского водохранилища. Устье находится у западного края деревни Усть-Бельск (единственный населённый пункт в бассейне реки).
Имеются мелкие заболоченные пруды на реке и основном притоке — р. Малая Емаша (лев.).
Территория бассейна вытянутой формы, зажата бассейнами соседних рек Ижболдинка и Чегандинка. Высоты водоразделов превышают 200 м над уровнем моря на востоке и доходят до 218 м на севере.
В среднем течении реку пересекает автодорога Каракулино — Ныргында. Бассейн реки ниже дороги находится в границах природного парка регионального значения «Усть-Бельск».

## Данные водного реестра
По данным государственного водного реестра России относится к Камскому бассейновому округу, водохозяйственный участок реки — Кама от Воткинского гидроузла до Нижнекамского гидроузла, без рек Буй (от истока до Кармановского гидроузла), Иж, Ик и Белая, речной подбассейн реки — бассейны притоков Камы до впадения Белой. Речной бассейн реки — Кама
Код водного объекта в государственном водном реестре — 10010101412111100026874.